# Leo Kebernik
Leo Kebernik (* 22. März 1999 in Hamburg) ist ein deutscher Schauspieler.

## Leben
Leo Kebernik wuchs in Ahrensburg auf. Er begann schon als Kind, Erfahrungen durch unterschiedliche Fotoshootings und Werbespots zu sammeln. Mit 11 Jahren veröffentlichte er ein Backbuch mit dem Titel Leos Backbuch. Außerdem erreichte er auf dem Regionalwettbewerb von Jugend forscht den 1. Platz  und wurde beim Landeswettbewerb ebenfalls 2012 mit dem 1. Platz ausgezeichnet.
Nach ersten Filmarbeiten war Kebernik mit einer kleinen Rolle in Morden im Norden (2016) das erste Mal im Fernsehen zu sehen. Seit 2016 steht er zunehmend vor der Kamera. Er wirkte in mehreren Kurzfilm- & Fernsehproduktionen mit und war auch als Werbedarsteller tätig. 
Ab 2018 besuchte er die Task Schauspielschule für kurze Zeit und bildet sich seitdem durch Workshops weiter. Kurz darauf schloss er sein Abitur 2019 erfolgreich ab.

## Filmografie (Auswahl)
- 2016: Morden im Norden (Fernsehserie, eine Folge)
- 2017: Untermenschen (Kurzfilm)
- 2017: Hamburg (Kurzfilm)
- 2019: Nachtschicht – Cash & Carry (Krimireihe)
- 2019: Hinter deinen Augen (Kurzfilm)
- 2019: Straße (Kurzfilm)